# St Andrews
Město St Andrews leží na východě Skotska, v kraji zvaném Fife. Město bylo pojmenováno po jednom z Ježíšových apoštolů, svatém Ondřejovi (viz Skotské národní znaky). Ve městě žije 16 800 stálých obyvatel, ovšem díky studentům zdejší třetí nejstarší britské univerzity – Univerzity v St Andrews – je počet obyvatel až 18 000. Leží na pobřeží Severního moře, mezi městy Edinburgh a Dundee. Historie i současnost je zde spojena hlavně s univerzitou a golfem. Místní golfový klub zde byl založen již roku 1754.

## Historie
Raná historie je spojena především s Pikty, kteří pobývali na tomto území a z jejichž osídlení jsou nalezené vykopávky datované do cca 6. století. Z téže doby je také zde vybudovaný klášter. Další zmínky o městě chybí až do roku 747, kdy zde podle irských pramenů zemřel Túathalán, opat z „Cennrígmonaidu“.
Status královského města se všemi výhodami získalo St Andrews v roce 1124.
Ve dvanáctém a třináctém století, nazývali lidé zdejší osadníky Kilrymonty (z gaelského slova Cell Rígmonaid). Biskupství v St Andrews vzniklo v 9. století. Sjednocením skotské a piktské církve v roce 908 se tomuto biskupství začalo říkat Skotské. Vznik arcibiskupství se váže k Patricku Grahamovi a letům 1466–1478 jeho duchovní správy. Arcibiskupství zde oficiálně vzniklo roku 1472.
V 16. století bylo město jedním z nejdůležitějších přístavů severně od Edinburghu a zálivu Firth of Forth. Město v té době mělo stejný počet obyvatel, jako v dnešní době, což bylo poměrně hodně na tu dobu. Po anglické občanské válce ovšem počet obyvatel rapidně klesl a mnoho budov bylo zničeno. V roce 1546 zde byl zavražděn kardinál David Beaton. Ve městě měl v té době několik domů (konkrétně šest) i spisovatel Daniel Defoe. Postupná obnova města včetně budov, obchodu a kultury na sebe nenechala dlouho čekat.

## Budovy

### Katedrála

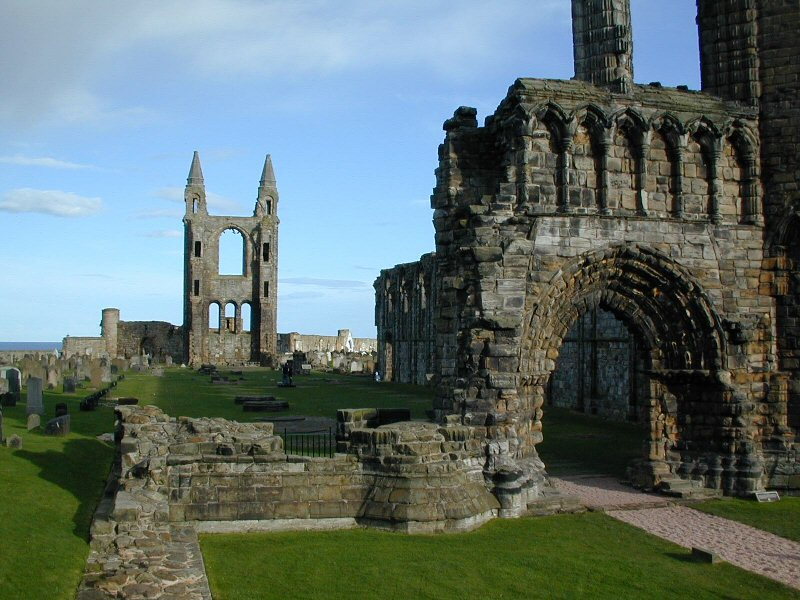
Pozůstatky katedrály

Zdejší katedrála se začala stavět v letech 1122 až 1159, kdy zde měl duchovní moc pod kontrolou biskup Robert. Stavba (tehdy největší ve Skotsku) probíhala až do roku 1318, kdy vládl Robert Bruce. Katedrála fungovala jako svatostánek až do počátku 17. století, kdy byla, spolu s přilehlými budovami zničena v důsledku velké církevní revoluce. Pustošení přežila jen část obvodových hradeb, základních nosných stěn, věží a také hlavní (západní brána).
Na mnoha starších budovách lze nalézt historické fragmenty, stejně jako na několika budovách ve městě. Vůbec v celém areálu katedrály a přilehlých budov lze pozorovat množství historických stylů při stavbě a opravách. Dnes jsou všechna důležitá místa podrobně popsána a zájemce si tak může udělat přehled o celé historii stavby od počátku po 17. století. Celé místo je dnes zastávkou mnoha turistů a odpočinkovým a studijním místem mnoha tamních obyvatel. Areál je veřejnosti přístupný zdarma, platí se pouze za vstup do věže St. Rule a do muzea se sbírkou exponátů objevených zejména při rozsáhlých archeologických vykopávkách na počátku 20. století.
Český husita Pavel Kravař (známý ve Skotsku jako Paul Craw) byl odsouzen v roce 1433 – pravděpodobně v této budově – k upálení na hranici za kacířství pro šíření myšlenek Jana Husa a Johna Wyclifa. Rozsudek byl vykonán ve středu města, kde v té době stál jarmareční sloup. To místo je dnes označeno kamením křížem zasetým ve vozovce v ulici Market Street (Tržní). Poblíž je umístěna pamětní deska s nápisem v angličtině a češtině.

### Věž St. Rule (kostel sv. Regula)

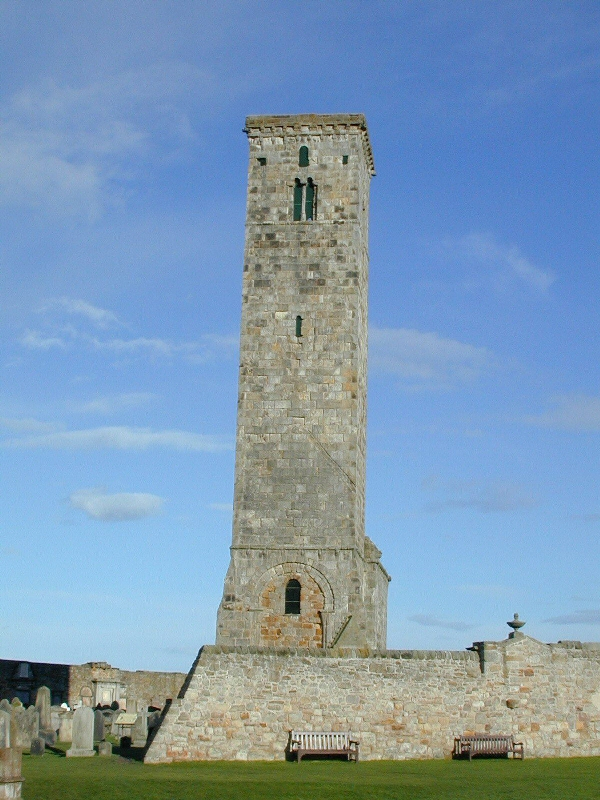
Věž St Rule's

Ačkoli je věž St Rule's postavena v areálu katedrály, byla postavena dříve a to asi začátkem 12. století. Je zajímavé, že si budova i při okolní výstavbě mnohem větších a honosnějších budov zachovala svou tvář. Věž byla pravděpodobně součástí kostela, vystavěného asi v 11. století pro uchování ostatků svatého Ondřeje (viz opět Skotské národní znaky, legenda vzniku skotské modrobílé vlajky). Kostel je ještě spolu s věží zaznamenán na mnoha obrazech souvisejících se stavbou katedrály. Dnes je věž známá také jako rozhledna s výhledem do dalekého okolí a na samotné město. Původní dřevěné schodiště ve věži nahradilo v 18. století bytelnější kamenné.

### Hrad
Zbytky hradu v St Andrews stojí na samém břehu moře ve východní části města. Hrad začal budovat biskup Roger de Beaumont na začátku 13. století jako biskupské sídlo s mohutnou ochranou v podobě širokých kamenných zdí a hradeb. Za častých bojů o město mezi anglickou a skotskou armádou měnil hrad své majitele až do doby, kdy jej po opětovném získání zničili sami Skotové, aby znovu neupadl pod anglickou vládu. To bylo za vlády Andrewa Morayho (1336–1337). Poté byl hrad znovu vybudován biskupem Walterem Trailem. Na hradě byl za kacířství odsouzen k upálení na hranici protestantský reformátor George Wishart. V roce 1445 se tu narodil skotský král Jakub III.

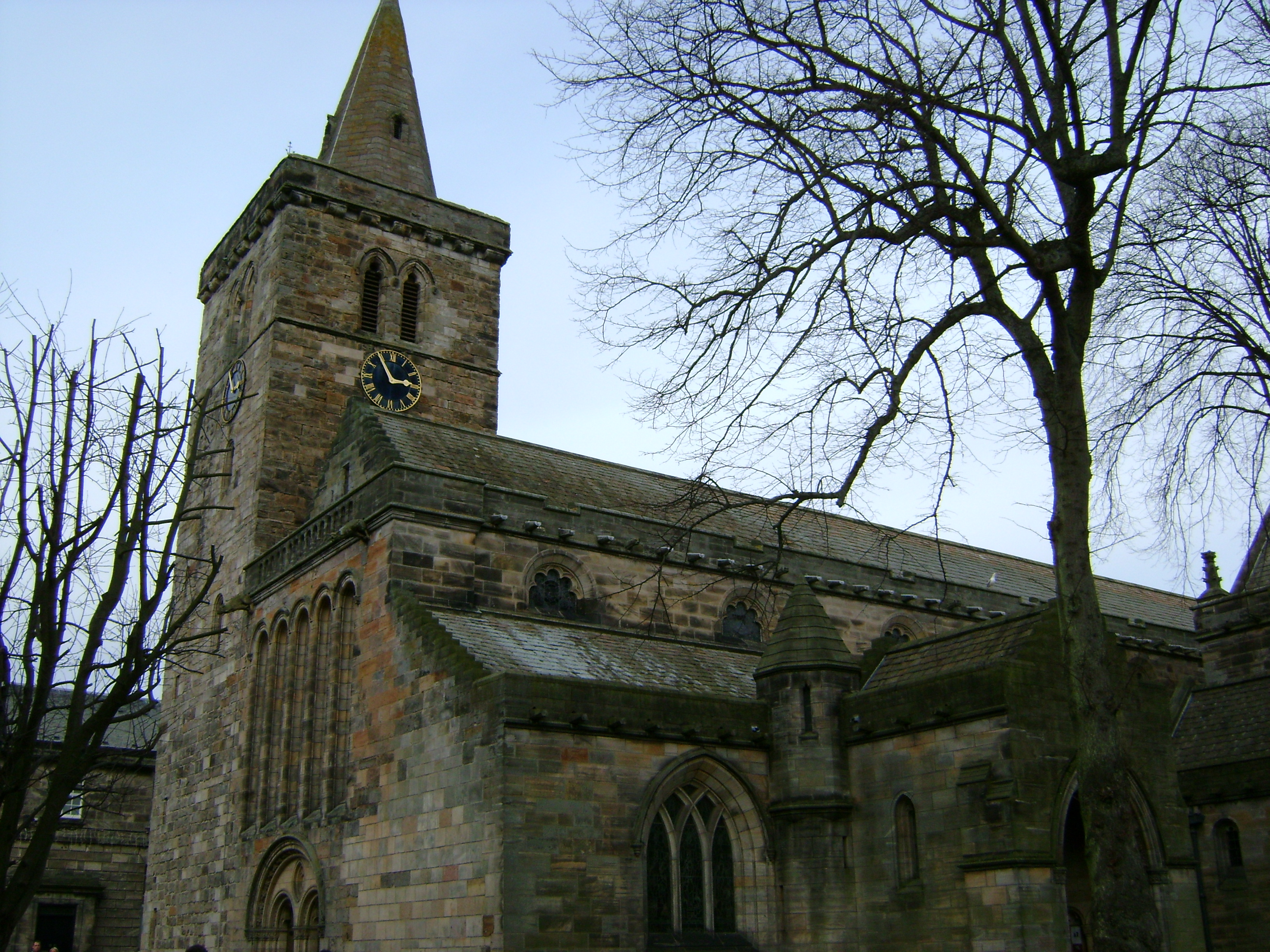
Kostel sv. Trojice

### Kostel svaté Trojice
Kostel byl postaven roku 1112 biskupem Thurgotem. Původně stál na východní straně katedrály, v 15. století byl pak „přestěhován“ na severní stranu ulice South Street. Velkou renovací prošel kostel v 18. a 20. století, která se vyhnula pouze věži u západní stěny a vnitřním pilířům. V tomto kostele měl kněz John Knox vůbec první kázání na veřejnosti (r. 1547).
Město má na svém území i další kostely – Kostel sv. Leonarda, Martysův kostel, kostel „Hope Park“, 2 biskupské kostely, baptistický a římskokatolický.

### Blackfriars Chapel (Dominikánská kaple)
V ulici South Street (Jižní) stojí zbytky středověké kaple, postavené biskupem Wishartem v roce 1274, což je jediný pozůstatek dříve honosné stavby.

### Andrew Melville Hall
Tato kolejní budova místní univerzity byla postavena poměrně nedávno, v 60. letech 20. století, renomovaným architektem Jamesem Stirlingem. Byla vystavěna ve specifickém stylu – pouze z prefabrikátů jako tzv. „ukázkový dům“ pro další architektonický trend ve městě. Celý projekt byl finančně velmi náročný a patří mezi 50 nejlepších architektonických děl Skotska. Samotnou budovu si přijíždějí prohlédnout posluchači architektonických škol z celého světa.

#### Články o budově (anglicky)
- Scotsman Noviny, „Blue-sky buildings“: http://heritage.scotsman.com/news.cfm?id=693842005
- Architektura : http://www.edinburgharchitecture.co.uk/james_stirling_standrews.htm
- Nejlepších 100 architektonických děl Skotska za 50 let (pořadí 12.) : http://www.e-architect.co.uk/scotland/scottish_design_show.htm

## Vzdělání

### Univerzita v St Andrews

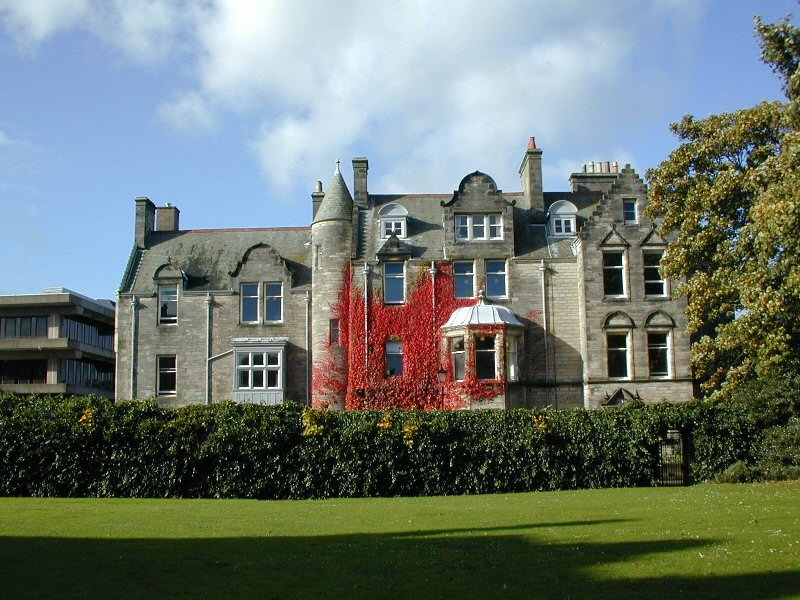
Jedna z budov univerzity

Tato nejstarší univerzita Skotska, založená roku 1410, spatřila světlo světa díky společnosti vzdělaných mužů, jako byl opat Lawrence of Lindores z Perthshiru, arciděkan Richard Cornwall z kraje Lothian, arcibiskup William Stephen (Stephani) a další. Biskup Hendry Wardlaw vydal povolení a přilákal největší skotské vzdělance a profesory té doby. V roce 1413 avignonský papež Benedikt XIII. vydal 6 Papežských bul a smluv o potvrzení založení univerzitní společnosti. Vyučování probíhalo na několika místech města až do roku 1430, kdy Wardlaw dal k užívání budovu zvanou „Paedagogium“, nebo také „St. John“. Biskup James Kennedy zase povolil užívat od roku 1456 budovu „St.Salvator's College“. Hlavní budova vznikla o 7 let později, kdy už se vyučovala teologie a filosofie.
V roce 1512 nechali převor James Hepburn a arcibiskup Alexander Stewart vybudovat postranní budovu „St.Leonard's College“, jež sloužila i k odpočinku poutníkům. V témže roce nechal arcibiskup Stewart přebudovat Paedagogium na studovnu a sloučil jí s kostelem Sv. Michala (St. Michael of Tarvet).
K budovám univerzity se také připojila knihovna, vytvořená v 17. století a předělána v letech 1764, 1829 a mezi lety 1889 – 1890. Jednu z budov univerzity používal také jeden čas ke svému zasedání skotský parlament.
Nová budova byla vystavěna v jakobínském stylu mezi lety 1827 a 1847. Univerzita v Dundee byla v roce 1890 přidružena k univerzitě v St Andrews.

### St Leonards
Škola St Leonards , založena roku 1877 jako škola speciálně určená dívkám od 3 do 18 let.

## Správa města
Do roku 1975 se o město starala radnice, starosta a radní. Poté přešla správa pod vedení regionálního konsilu (kraje) Fife. Místní radnice je samozřejmě stále aktivní, pouze některá hlavní rozhodnutí náleží kraji.

## Zajímavost

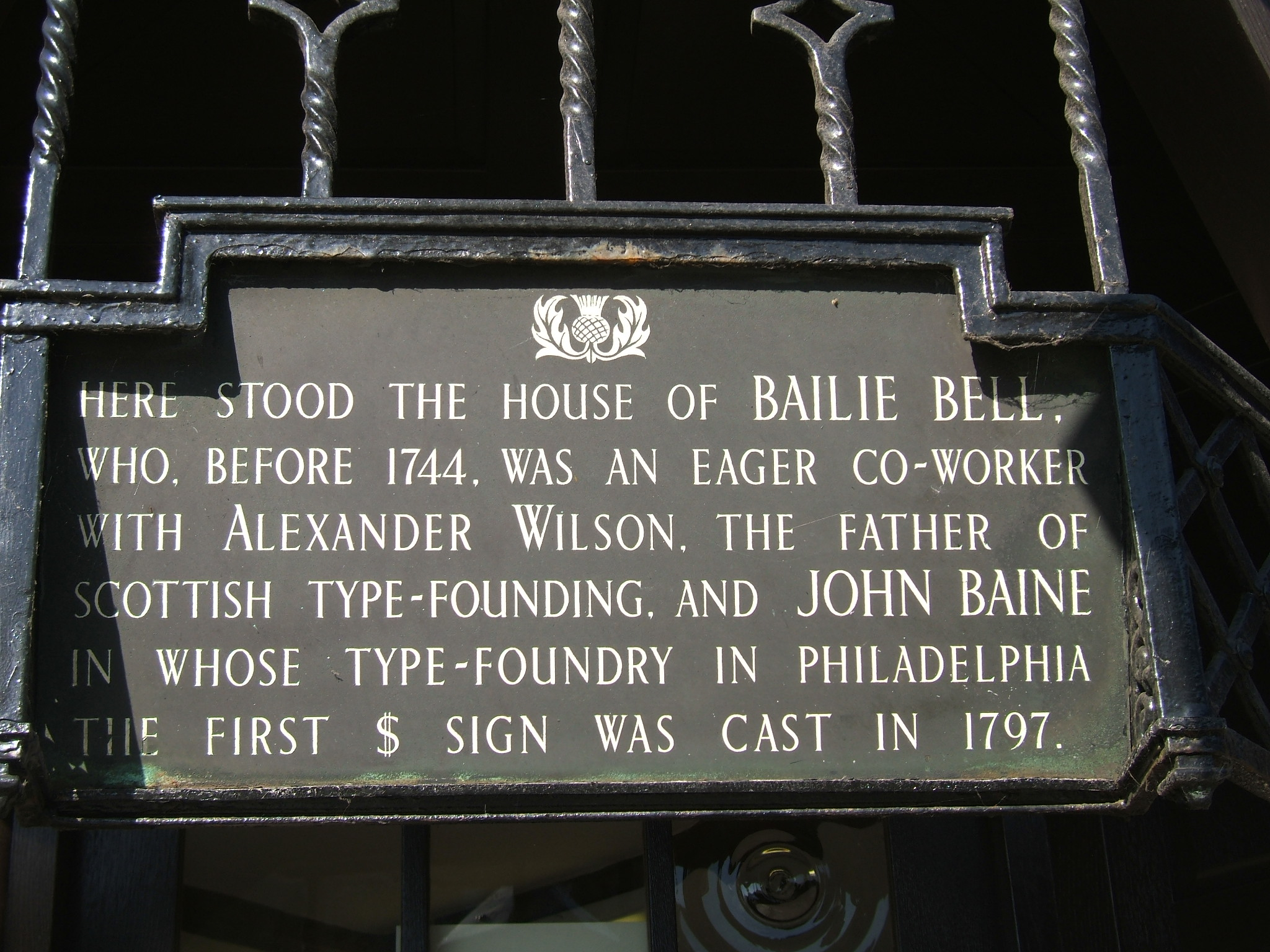
Deska na budově místního knihkupectví.

Dle informační desky na budově místního knihkupectví: na tomto místě stával dům pana Bella, který byl (před rokem 1744) horlivým spolupracovníkem těchto dvou mužů: 1. Alexandra Wilsona, zakladatele skotského odlévání tiskárenských typů  a 2. Johna Baina, jehož slévárna ve Philadelphii poprvé na světě, v roce. 1797, odlila symbol amerického dolaru ($) 

## Současnost
V dnešní době má město díky své bohaté historii a významné univerzitě (kde mimo jiné studoval i princ William) punc turisticky zajímavého místa, že by si jej žádný návštěvník Skotska neměl nechat ujít. Ve městě se nachází velká spousta dalších, zde nejmenovaných, kulturních a architektonickým památek, které stojí za obdiv. Především pravý viktoriánský ráz města Vás uchvátí svou atmosférou. Není nad zastavení se u pobřeží v jednom z mnoha golfových hotelů.

## Partnerská města
- Loches – Francie